# آلان والش
آلان والش (بالإنجليزية: Alan Walsh (physicist))‏ (و. 1916 – 1998 م) هو فيزيائي، وكيميائي من أستراليا .
وكان عضواً في الأكاديمية الملكية السويدية للعلوم، والجمعية الملكية .

## جوائز
حصل على جوائز منها:
- Robert Boyle Prize for Analytical Science [الإنجليزية]‏ (1982)
- قلادة ملكية
- زمالة الجمعية الملكية.